# Sieneke
Sieneke de son vrai nom Sieneke Peeters, née le 1er avril 1992 à Nimègue, est une chanteuse néerlandaise. Son style est le schlager. 

## Biographie

### Eurovision
En 2010, elle a représenté les Pays-Bas au Concours Eurovision de la chanson à Oslo, le 27 mai, lors de la 2e demi-finale où elle a interprété Ik ben verliefd, Shalalie (Je suis amoureuse, Shalalie). Sieneke ne s'est pas qualifiée pour la finale.